# Kathedrale von Montevideo

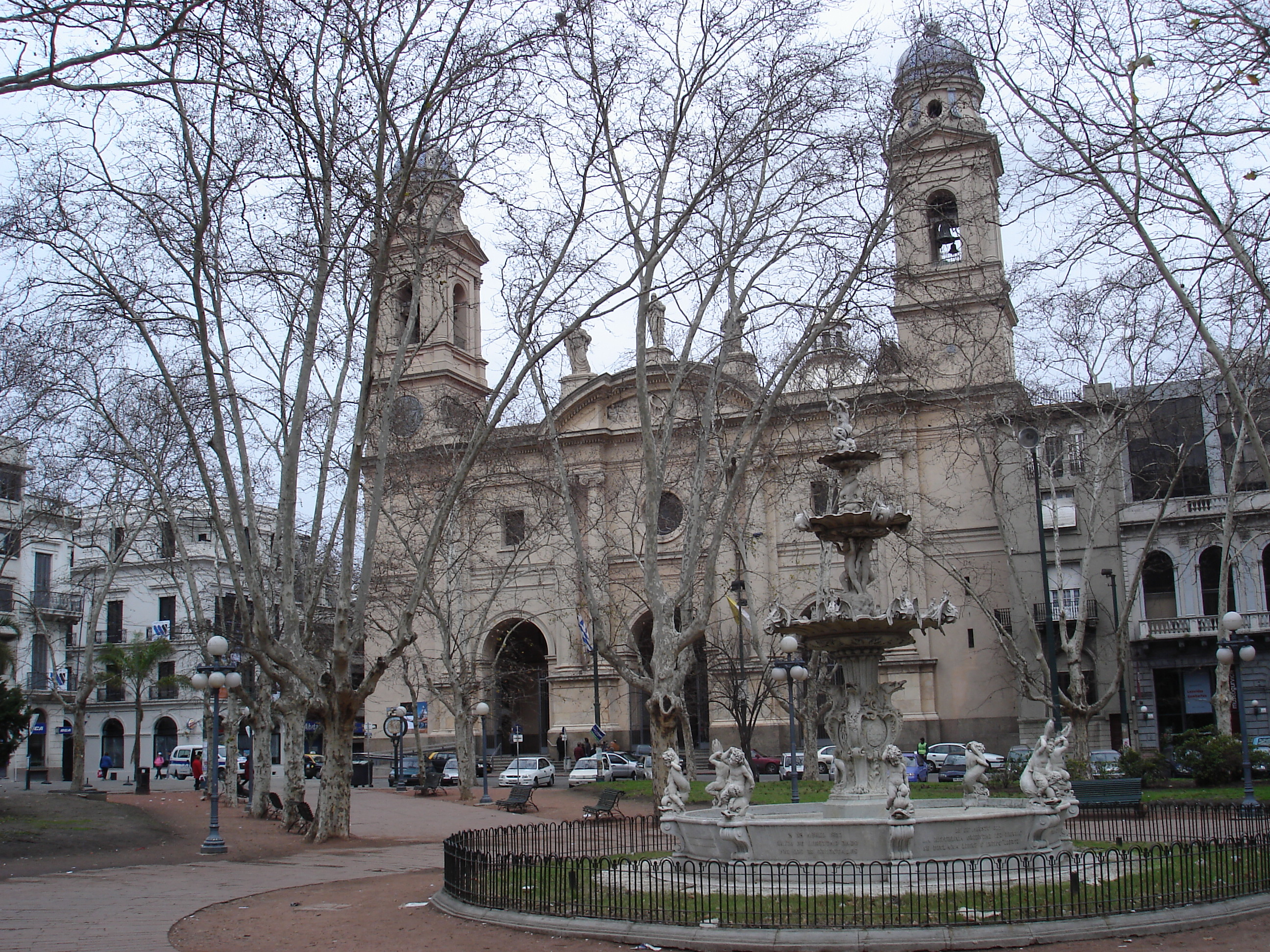
Kathedrale von Montevideo an der Plaza Matriz

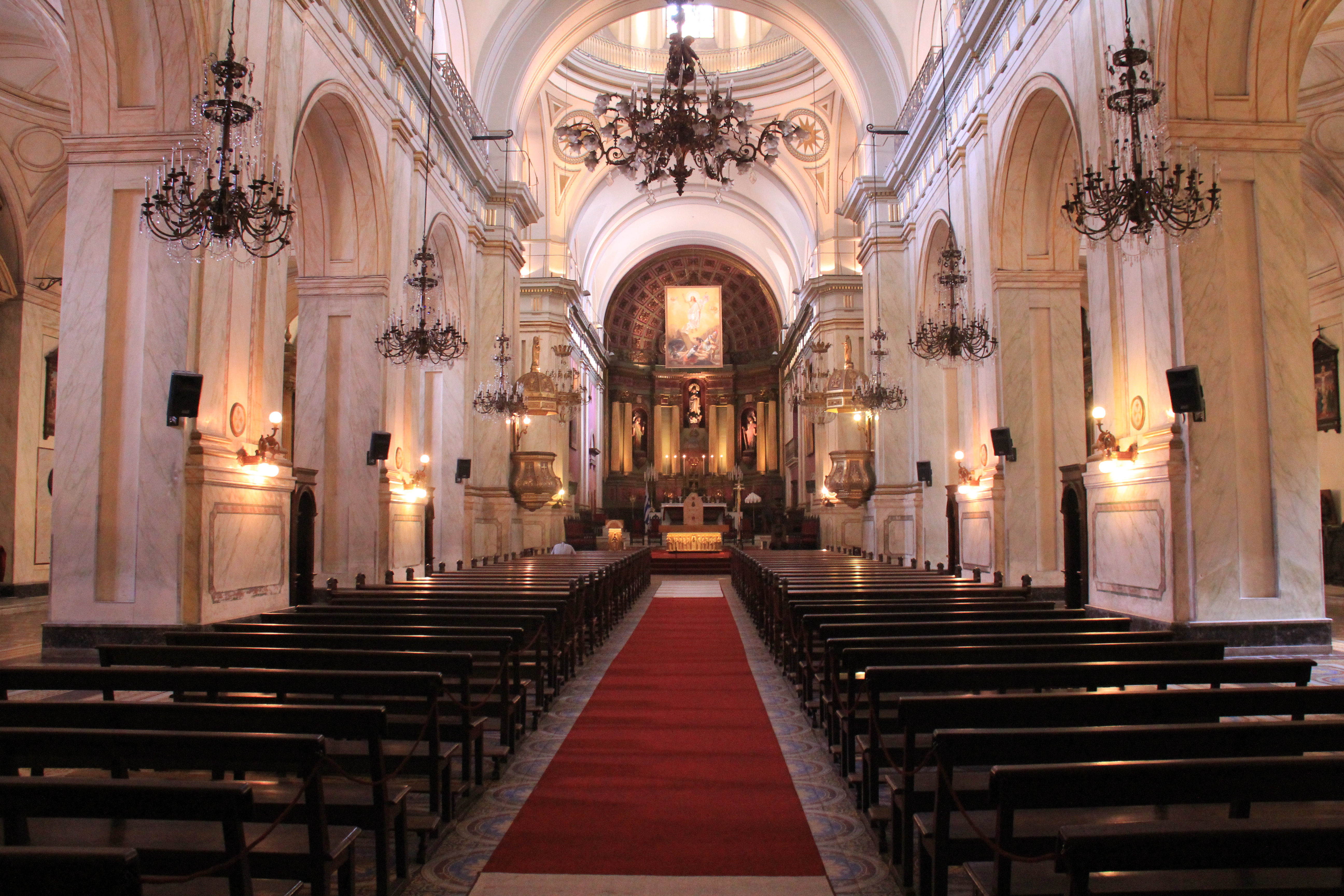
Innenansicht

Die der Unbefleckten Empfängnis Mariens (spanisch Iglesia de la Inmaculada Concepción) geweihte römisch-katholische Kathedrale von Montevideo ist die Hauptkirche der uruguayischen Katholiken und Mutterkirche (Iglesia Matriz) des Erzbistums in der Hauptstadt Montevideo. Im Jahr 1975 wurde die Kathedrale als nationales historisches Denkmal (Monumento Histórico Nacional) eingestuft.

## Lage
Das klassizistische Bauwerk befindet sich im Zentrum der Altstadt von Montevideo an der Plaza de la Constitución (auch als Plaza Matriz bekannt), gegenüber dem Cabildo an der Straßenecke Sarandí / Ituzaingó in einer Höhe von ca. 20 m.

## Geschichte
Der als Pfarrkirche vorgesehene Kirchenbau wurde ab dem Jahr 1790 erbaut und am 21. Oktober 1804 geweiht, obwohl die Arbeiten noch nicht abgeschlossen waren. Im Jahr 1860 und erneut etwa ein Jahrhundert später fanden Renovierungsarbeiten an der Fassade statt. Im Jahr 1870 wurde die Kirche seitens Papst Pius IX. zur Basilica minor erklärt, acht Jahre danach erhielt sie den Status einer Kathedrale. Mit der Errichtung des Erzbistums in Montevideo (1897) wurde sie schließlich zur Catedral Metropolitana y Primada.

## Architektur
Das Erdgeschoss der Fassade mit seiner dreiportaligen Eingangszone ist nach einem Triumphbogenschema gestaltet; darüber befinden sich drei kleine Fenster und ein gesprengter Rundgiebel. Die seitlichen Glockentürme (campanarios) dienen auch der Stabilisierung der Fassade. Das etwa 16 m hohe Mittelschiff des dreischiffigen Langhauses ist gewölbt; über der Vierung erhebt sich eine auf einem durchfensterten Tambour ruhende Kuppel.
Bis in die ersten Jahrzehnte des 20. Jahrhunderts war die Kathedrale das stadtbildprägende, weil höchste Gebäude der Stadt. Geänderte Bauvorschriften ließen sie diesen Status einbüßen.

## Ausstattung

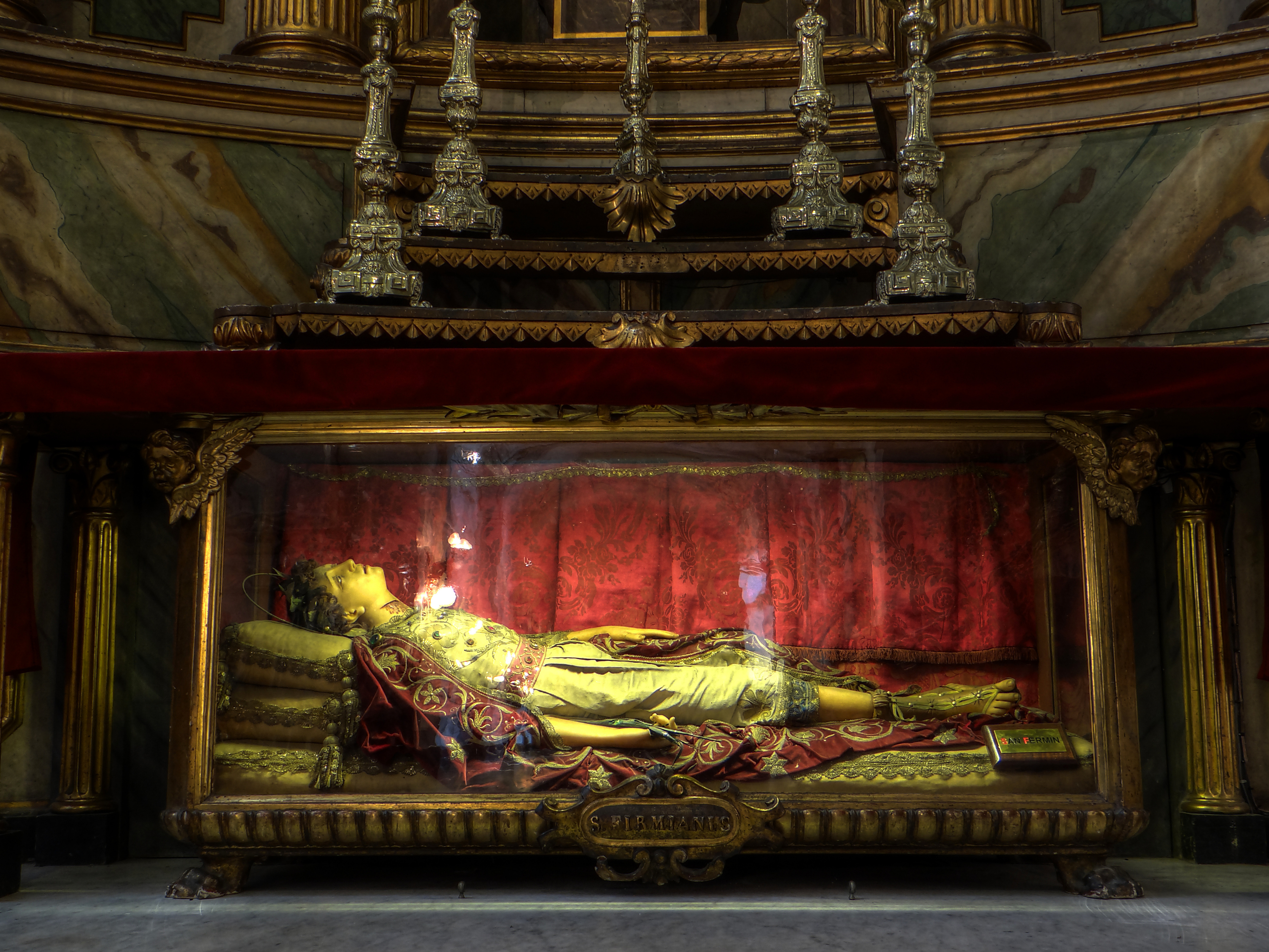
San Fermín

Im mit reichlich Marmor ausgestatteten Inneren des Kirchengebäudes befinden sich ein aus dem Jahre 1753 stammendes Taufbecken; zwei barocke Kanzeln dominieren die östlichen Pfeiler des Mittelschiffs. Auch die letzten Ruhestätten von bedeutenden Persönlichkeiten der uruguayischen Geschichte werden geehrt – hierzu zählen etwa die Geistlichen Dámaso Antonio Larrañaga, Jacinto Vera y Durán, der erste Erzbischof Montevideos Mariano Soler und Kardinal Antonio María Barbieri, aber auch die national bedeutsamen weltlichen Führer Juan Antonio Lavalleja, Venancio Flores, José Fructuoso Rivera und Joaquín Suarez.